# Samsung Galaxy S4 Zoom
O Samsung Galaxy S4 Zoom é um telefone com câmera híbrida com zoom ótico 10x (24–240 mm equivalente a 35 mm) com lente f/3.1-6.3 com estabilizador ótico de imagem integrado e flash xenon padrão. Foi introduzido em julho de 2013.
O telefone usa um SoC Samsung Exynos 4212 com CPU dualcore de 1,5 GHz. Existe um modelo básico, SM-C101, e uma variante com LTE 4G, SM-C105.

## Câmara
O S4 Zoom usa sensor BSI-CMOS de 1/2,33 polegada e 16 MP e possui controle de câmera automático e manual, e grava vídeo em 1080p 30 fps (full HD) ou 720p a 60 fps mais suaves. O dispositivo pode ser categorizado como uma câmera point-and-shoot de gama baixa/média.
Em um dos modos de Cena, o usuário pode definir o tempo de exposição, a sensibilidade ISO à luz (até ISO 3200), a abertura e o balanço de branco manualmente, que falta na variante principal do Galaxy S4.
Ele pode gravar vídeos em câmera lenta de 768x512 pixels a 120 quadros por segundo, em comparação com 800x450 no Galaxy S4 principal e 720x480 no Galaxy Note 2 nessa taxa de quadros. O vídeo em câmera lenta é gravado sem trilha de áudio. Também é possível usar o zoom óptico durante a gravação. Durante a gravação de vídeo, em qualquer resolução e taxa de quadros disponíveis, o zoom óptico pode ser opcionalmente desacelerado, para evitar a gravação do som do mecanismo da Lente Zoom. Isso também se aplica ao sucessor Galaxy K Zoom.
Durante a gravação de vídeo, também é possível tirar fotos com cerca de 3,2 megapixels, mas apenas até 6 fotos durante toda a gravação, não importa a duração ou o tamanho do vídeo, mesmo que este esteja pausado. A Samsung não deu uma razão para este limite.
O S4 Zoom possui um anel giratório ao redor da lente de zoom que pode ser usado para zoom óptico e para iniciar a câmera a partir de um seletor de modo dedicado.

## Tela
A tela tem as mesmas especificações do S4 Mini, com display qHD (não confundir com QHD) com 960×540 pixels e densidade de pixels de 256 ppi.

Ele usa tecnologia Super-AMOLED, como a maioria dos smartphones de gama média ou carro-chefe da Samsung. É protegido com Gorilla Glass 3, ao contrário do Gorilla Glass 2 usado no Galaxy S3, Galaxy Note 2 e Galaxy S4 Active. O Galaxy S4 (modelo principal) também possui Gorilla Glass 3.